# Цементний розчин

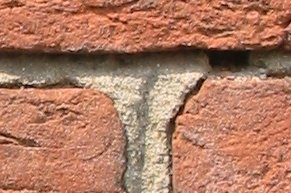

Цеме́нтний ро́зчин (рос. цементный раствор; англ. cement mortar (slurry); нім. Zementspülung f, Zementmörtel m)
- 1) Тампонажний розчин, в якому як тампонажний матеріал використано цемент (портландцемент). Застосовується для цементування свердловин.

- 2) Будівельний розчин — однорідна в'яжуча маса, яка утворюється внаслідок змішування цементу з водою. Широко застосовується у будівництві.
- 3) Цементний розчин з додатком наповнювачів, які підвищують закупорювальні властивості суміші використовується у гірничій справі для підвищення якості ізоляції пластів. До наповнювачів відносяться: азбест, асфальт, деревинна кора, деревинна стружка чи фібра, сіно, м'яка стружка, ґумова пульпа, луска гуттаперчі, бавовна, коробочки бавовнику, волокна цукрової тростини, горіхова шкаралупа, ґранульована пластмаса, скловолокно, перліт, текстильне волокно, слюда, порізаний папір, лляне насіння, кур'яче пір'я, мох, порубане прядиво, целюлярна пластмаса, пісок, вапняк, соняшникове лушпиння, пластівці целюлози, пробка, виноградні кісточки, морські черепашки, подрібнені автопокришки, шлам гірських порід, шкіра «горох», кордне волокно тощо.